# (2275) Cuitlahuac
(2275) Cuitlahuac es un asteroide perteneciente al cinturón de asteroides, descubierto el 16 de junio de 1979 por Hans-Emil Schuster desde el Observatorio de La Silla, Chile.  

## Designación y nombre
Designado provisionalmente como 1979 MH. Fue nombrado Cuitlahuac en honor al emperador azteca Cuitláhuac.